# Port de Pariacabo
 (mars 2025).
Le Port de Pariacabo (aussi connu sous le nom de Port de Kourou) est le port de la ville spatiale de Kourou, située dans la région française de Guyane.

## Situation

Le port de Pariacabo numéroté en 2, en bas à droite du plan de la ville.

Il se trouve au sud-est de la ville, à l’embouchure du fleuve Kourou.

## Activités
C’est sur ce port que sont principalement déchargés les éléments des lanceurs Ariane, Soyouz et Vega à destination du centre spatial guyanais et il accueille également du fret pétrolier pour Kourou, les autres communes du Centre Littoral et de l’Ouest guyanais.
Les quais et le domaine maritime du Port de Pariacabo sont aussi  propriété du GPM-Guyane. La gestion en est confiée au Centre national d’études spatiales (CNES) par le biais d’une autorisation d’outillage privé, avec obligation de service public.